# Pelikaanhof
De Pelikaanhof is een studentencomplex uit de jaren 1970 gelegen aan de Pelikaanstraat, Van der Werfstraat en gracht de Oude Vest in het district Binnenstad noord in de stad Leiden.
Het gebouw wordt bewoond sinds december 1973, maar werd officieel geopend op 11 oktober 1975. Het pand biedt ruimte aan circa 500 bewoners. Alle bewoners van de Pelikaanhof studeren ofwel aan de Hogeschool Leiden of aan de Universiteit Leiden. Veruit het grootste deel van het pand bestaat uit kamers met een vloeroppervlak van acht tot zestien vierkante meter. Kamers zijn aangesloten op de gangen die in de lengte en breedte door het gebouw heen lopen, waarbij elke gang bestaat uit twee tot maximaal zestien kamers.
Behalve de kamers zijn er ook 24 appartementen verspreid door het pand. Appartementen kunnen tot 50 vierkante meter groot kunnen zijn. Het verhuur van alle wooneenheden en overige ruimtes wordt verzorgd door Stichting DUWO.
In de kelder van de Pelikaanhof bevond zich studentenbar de Pelibar. Sinds 2022 is de bar definitief opgehouden te bestaan en is de ruimte heringericht als ontmoetingsruimte exclusief voor bewoners. 

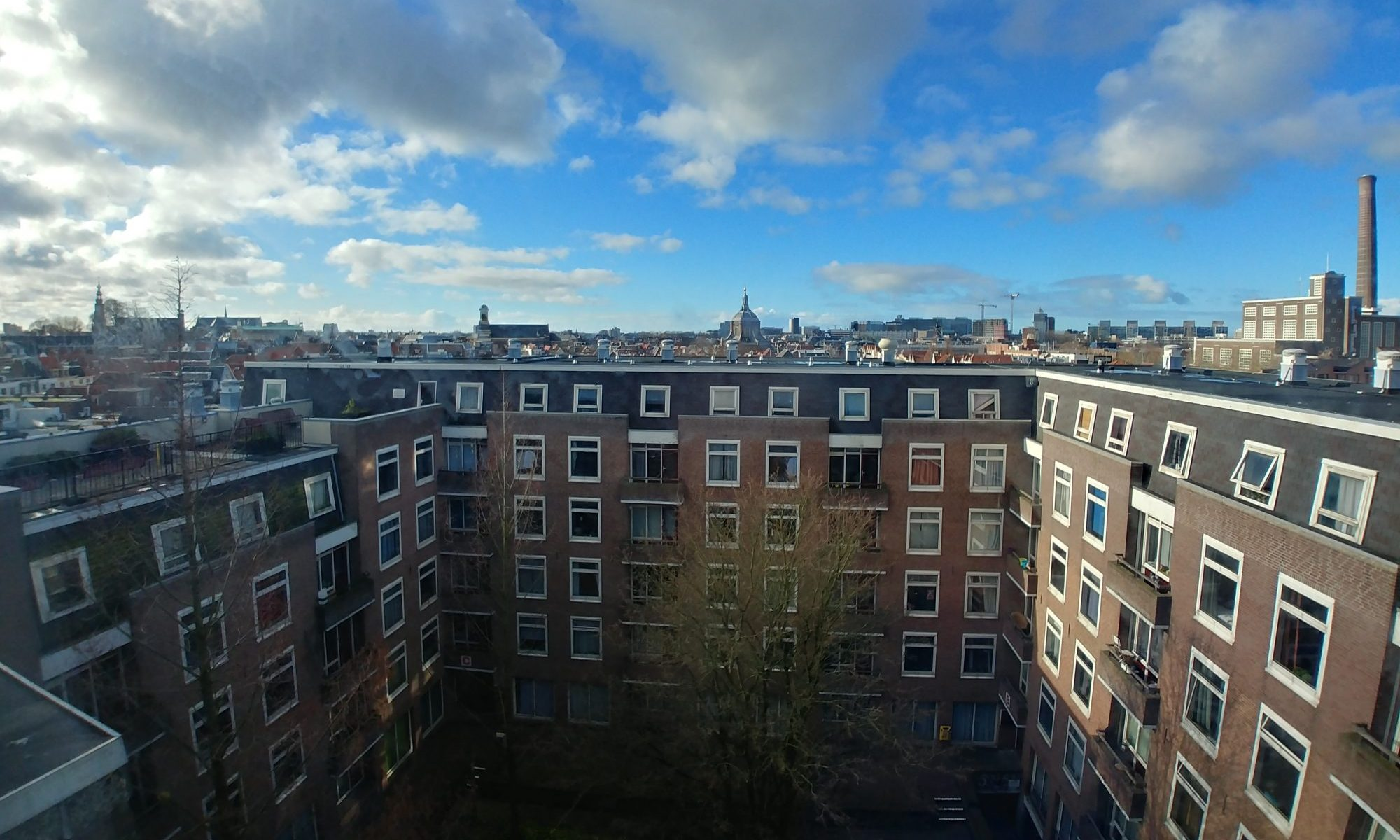
Binnenplaats, dakterras en uitzicht over de Leidse binnenstad gezien vanaf de 6e verdieping.

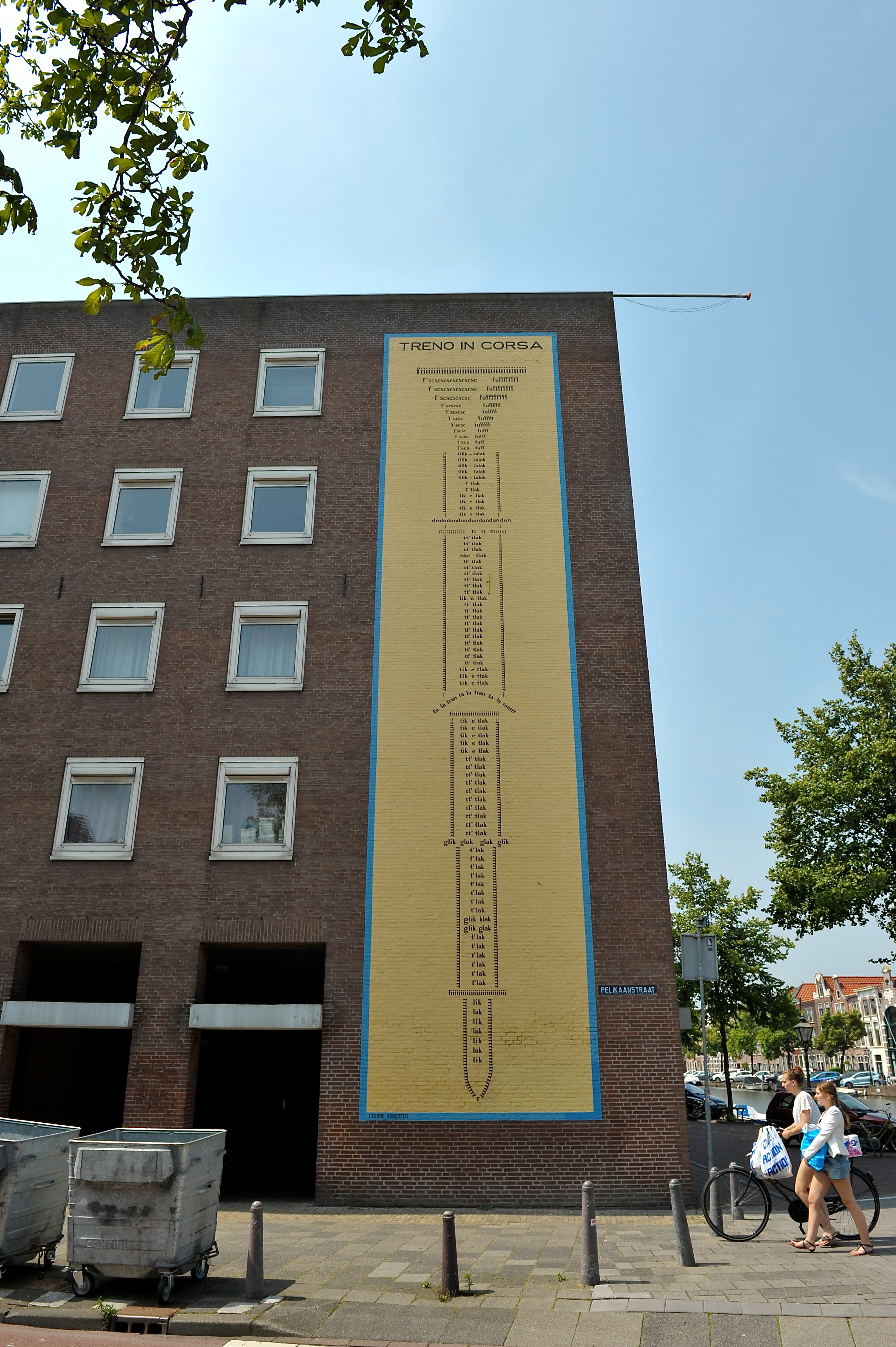
Muurgedicht geschilderd op de voorzijde van de Pelikaanhof uit 2004. In 'Treno in Corsa' verbeeldt de Italiaan Cesare Simonetti een treinreis over het eiland Corsica met klanknabootsingen.